# British Grand Prix 2019
British Grand Prix 2019 (Birmingham Grand Prix 2019) byl lehkoatletický mítink, který se konal 18. srpna 2019 ve Spojeném království městě Birmingham. Byl součástí série mítinků Diamantové ligy 2019.

## Výsledky

### Muži
| Disciplína            | 1. místo                | 2. místo                 | 3. místo                   |
| Běh na 100 m          | Yohan Blake 10,07       | Adam Gemili 10,07        | Michael Rodgers 10,09      |
| Běh na 400 m          | Akeem Bloomfield 45,04  | Obi Igbokwe 45,53        | Matthew Hudson-Smith 45,55 |
| Běh na 800 m          | Mark English 1:45,94    | Alfred Kipketer 1:46,10  | Elliot Giles 1:46,27       |
| Běh na 1500 m         | Ronald Musagala 3:35,12 | Stewart McSweyn 3:35,21  | Craig Engels 3:35,51       |
| Běh na 110 m překážek | Omar McLeod 13,21       | Freddie Crittenden 13,31 | Wenjun Xie 13,43           |
| Běh na 400 m překážek | Yasmani Copello 49,08   | Alison dos Santos 49,20  | David Kendziera 49,29      |
| Skok vysoký           | Brandon Starc 2,30 cm   | Ilya Ivanyuk 2,23 cm     | Mathew Sawe 2,23 cm        |
| Hod oštěpem           | Chao-Tsun Cheng 87,75 m | Jakub Vadlejch 85,78 m   | Magnus Kirt 85,29 m        |

### Ženy
| Disciplína            | 1. místo                           | 2. místo                            | 3. místo                               |
| Běh na 100 m          | Tatjana Pinto 11,37                | Dezerea Bryant 11,84                | Teahna Daniels 12,02                   |
| Běh na 200 m          | Shaunae Millerová 22,24            | Dina Asherová-Smithová 22,36        | Shelly-Ann Fraserová-Pryceová 22,50    |
| Běh na 800 m          | Ajee Wilsonová 2:00,76             | Lynsey Sharpová 2:01,09             | Raevyn Rogersová 2:01,40               |
| Běh na 1 míli         | Konstanze Klosterhalfenová 4:21,11 | Gabriela Debues-Stafford 4:22,47    | Eilish McColgan 4:24,71                |
| Běh na 100 m překážek | Danielle Williamsová 12,46         | Kendra Harrisonová 12,66            | Tobi Amusanová 12,71                   |
| Běh na 3000 překážek  | Beatrice Chepkoechová 9:05,55      | Celliphine Chepteek Chespol 9:06,76 | Winfred Mutile Yavi 9:07,23            |
| Skok o tyči           | Katerina Stefanidiová 475 cm       | Alysha Newmanová 465 cm             | Yarisley Silvaová 465 cm               |
| Skok daleký           | Nafissatou Thiamová 686 cm         | Ivana Španovićová 685 cm            | Katarina Johnsonová-Thompsonová 685 cm |
| Hod diskem            | Yaime Pérezová 64,87 m             | Denia Caballerová 64,59 m           | Sandra Perkovićová 63,80 m             |